# تورنومنت (فیلم)
تورنمنت (به انگلیسی: The Tournament) یک فیلم اکشن و دلهره‌آور بریتانیایی محصول سال ۲۰۰۹ در اولین کارگردانی اسکات مان است. این فیلم توسط جاناتان فرانک و نیک روونتری زمانی که در دانشگاه تیساید به همراه مان بودند طراحی شد. فیلمنامه توسط گری یانگ، جاناتان فرانک و نیک راونتری نوشته شده است.

## بازیگران
- کلی هو
- رابرت کارلایل
- وینگ ریمز
- ایان سامرهلدر
- لیام کانینگهام
- اسکات ادکینز
- ایو گلدبرگ